# Alvárez-Gletscher
Der Alvárez-Gletscher ist ein Gletscher in der Explorers Range der Bowers Mountains im ostantarktischen Viktorialand, der von der Südwestflanke des Stanwix Peak zum Rennick-Gletscher fließt, den er unmittelbar nördlich des Sheehan-Gletschers erreicht.
Kartografisch erfasst wurde er durch Vermessungsarbeiten des United States Geological Survey und mithilfe von Luftaufnahmen der United States Navy zwischen 1960 und 1962. Das Advisory Committee on Antarctic Names benannte ihn nach Lieutenant Commander José A. Alvárez von der argentinischen Marine, der im Zuge des Internationalen Geophysikalischen Jahres 1957 als Meteorologe auf der Forschungsstation Little America V tätig war.